# نوک‌بزرگ سینه‌گلی

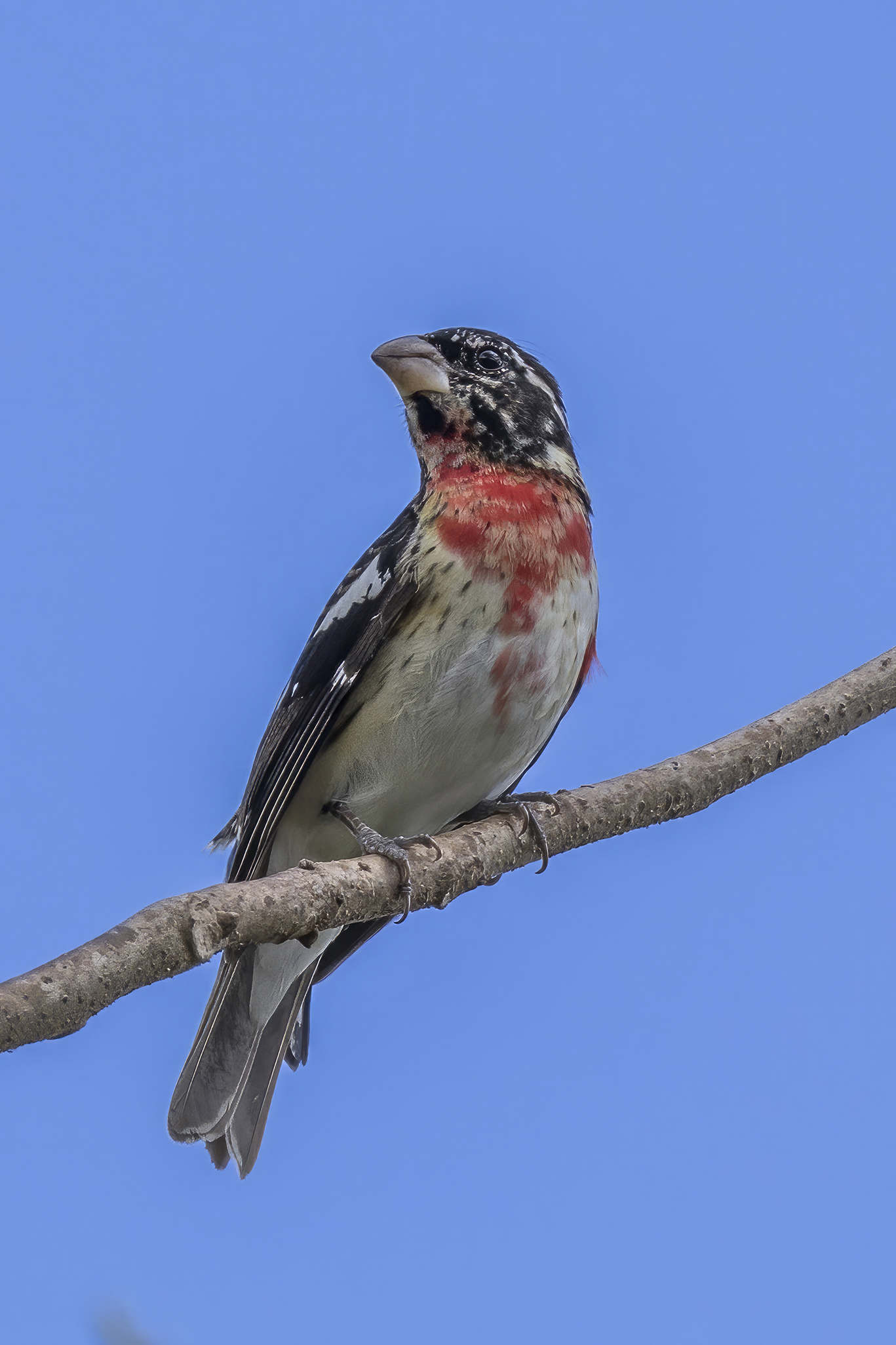
نر نابالغ، هندوراس

نوک‌بزرگ سینه‌سرخ یا نوک‌بزرگ سینه‌گلی (نام علمی: Pheucticus ludovicianus) که به دلیل رنگ‌آمیزی آن در زبان عامیانه «گلوبریده» نامیده می‌شود، یک نوک‌بزرگ بزرگ‌جثه و دانه‌خوار از خانوادهٔ کاردینال‌ها (Cardinalidae) است. در درجه نخست یک جمع‌کننده شاخ و برگ است. نرها دارای سر، بال، پشت و دم سیاه هستند و لکه‌ای به رنگ گلی روشن روی سینه سفید خود دارند. نرها و ماده‌ها دوریختی جنسی مشخصی را نشان می‌دهند.